# Tiếng Tatar Siberia
Tiếng Tatar Sibiria (себертатар тел, sebertatar tel) hoặc tiếng Tatar Sibiria là một ngôn ngữ thuộc nhóm ngôn ngữ Kipchak. Ngôn ngữ này được sử dụng bởi khoảng 100.000 người, làm nó trở thành một ngôn ngữ chính ở Siberia.
Sự phân loại ngôn ngữ này là một vấn đề đang tranh luận. Một số nhà nghiên cứu coi nó là một ngôn ngữ Turk độc lập. Các học giả khác coi nó là phương ngữ hay cụm phương ngữ miền đông của tiếng Tatar.
Nó có ba phương ngữ chính: Tobol-İrtış, Baraba và Tomsk. Ngôn ngữ này được nói tại các khu vực Kurgan, Tyumen, Omsk, Novosibirsk, Tomsk, Kemür, Svedlovsk ở Liên bang Nga. Bên cạnh đó, người dân theo thời gian đã di cư từ Siberia đến Böğrüdelik, Cihanbeyli (Thổ Nhĩ Kỳ) cũng nói tiếng Siberia.
Theo UNESCO, nó là một ngôn ngữ bị đồng hóa và bị de dọa ở Nga. Được tổ chức bởi Viện nghiên cứu ngôn ngữ Turk thuộc Đại học Hacettepe năm 2012, Hội thảo khoa học quốc tế về nghiên cứu ngôn ngữ Turk lần thứ 4 về "Cộng đồng Turk đối mặt với sự hủy hoại ngôn ngữ và văn hóa", đã đánh giá ngôn ngữ Siberia và văn hóa Siberia trong tình trạng cực kỳ nguy cấp.